# Kabinett Steingrímur Hermannsson III
Das Kabinett Steingrímur Hermannsson III war eine Regierung der am 17. Juni 1944 ausgerufenen Demokratischen Republik Island (isländisch Lýðveldið Ísland). Es wurde am 10. September 1989 gebildet und löste das Kabinett Steingrímur Hermannsson II ab. Es blieb bis zum 30. April 1991 im Amt, woraufhin es vom Kabinett Davíð Oddsson I abgelöst wurde.
Dem Kabinett gehörten Mitglieder der Fortschrittspartei (Framsóknarflokkurinn), Sozialdemokratischen Partei Islands (Alþýðuflokkurinn), Volksallianz (Alþýðubandalag) sowie Bürgerpartei (Borgaraflokkurinn) an.

## Regierungsmitglieder
| Amt                                                     | Amtsinhaber                           | Beginn der Amtszeit                 | Ende der Amtszeit               |
| ------------------------------------------------------- | ------------------------------------- | ----------------------------------- | ------------------------------- |
| Premierminister                                         | Steingrímur Hermannsson               | 10. September 1989                  | 30. April 1991                  |
| Außenminister                                           | Jón Baldvin Hannibalsson              | 10. September 1989                  | 30. April 1991                  |
| Minister für Gesundheit und soziale Sicherheit          | Guðmundur Bjarnason                   | 10. September 1989                  | 30. April 1991                  |
| Fischereiminister                                       | Halldór Ásgrímsson                    | 10. September 1989                  | 30. April 1991                  |
| Sozialministerin                                        | Jóhanna Sigurðardóttir                | 10. September 1989                  | 30. April 1991                  |
| Minister für Wirtschaft und Industrie                   | Jón Sigurðsson                        | 10. September 1989                  | 30. April 1991                  |
| Minister für Statistik (Hagstofa Íslands)               | Júlíus Sólnes Steingrímur Hermannsson | 10. September 1989 23. Februar 1990 | 23. Februar 1990 30. April 1991 |
| Finanzminister                                          | Ólafur Ragnar Grímsson                | 10. September 1989                  | 30. April 1991                  |
| Minister der Justiz und der kirchlichen Angelegenheiten | Óli Þorbjörn Guðbjartsson             | 10. September 1989                  | 30. April 1991                  |
| Landwirtschaftsminister und Verkehrsminister            | Steingrímur J. Sigfússon              | 10. September 1989                  | 30. April 1991                  |
| Bildungsminister                                        | Svavar Gestsson                       | 10. September 1989                  | 30. April 1991                  |
| Umweltminister                                          | Júlíus Sólnes                         | 23. Februar 1990                    | 30. April 1991                  |